# Villevieille
Villevieille település Franciaországban, Gard megyében. Lakosainak száma 1874 fő (2022. január 1.). Villevieille Aujargues, Congénies, Fontanès, Junas, Salinelles, Sommières és Souvignargues községekkel határos.

## Népesség
A település népessége az elmúlt években az alábbi módon változott:
| Lakosok száma | 507  | 936  | 1030 | 1558 | 1654 | 1697 | 1709 | 1791 | 1832 | 1874 |
|               | 1968 | 1982 | 1990 | 2006 | 2013 | 2015 | 2017 | 2019 | 2020 | 2022 |